# سو يو مان
سو يو مان (9 نوفمبر 1977 بهونغ كونغ في الصين - ) هو مدرب كرة قدم ولاعب كرة قدم صيني في مركز الوسط. لعب مع نادي جنوب الصين ونادي سون هي ونادي سيتيزن ونادي إيسترن سبورتس وHappy Valley AA ‏ وEastern District SA ‏ وSai Kung Friends FC ‏ وMutual FC ‏ وTuen Mun SA ‏.